# 博托尔
博托尔（法語：Beautor，法語發音：[botɔʁ]）是法国上法蘭西大區埃纳省的一个市镇，属于拉昂区。

## 地理
博托尔（49°39'3"N, 3°20'41"E）面积7.44 平方千米，位于法国上法蘭西大區埃纳省，该省份为法国北部内陆省份，北起北部省，西接索姆省和瓦兹省，东临阿登省和马恩省，西南至塞纳-马恩省，东北部与比利时接壤。
与博托尔接壤的市镇（或旧市镇、城区）包括：阿米尼鲁伊、昂德兰、德耶、拉费尔、塞尔韦、泰爾尼耶、特拉沃西。

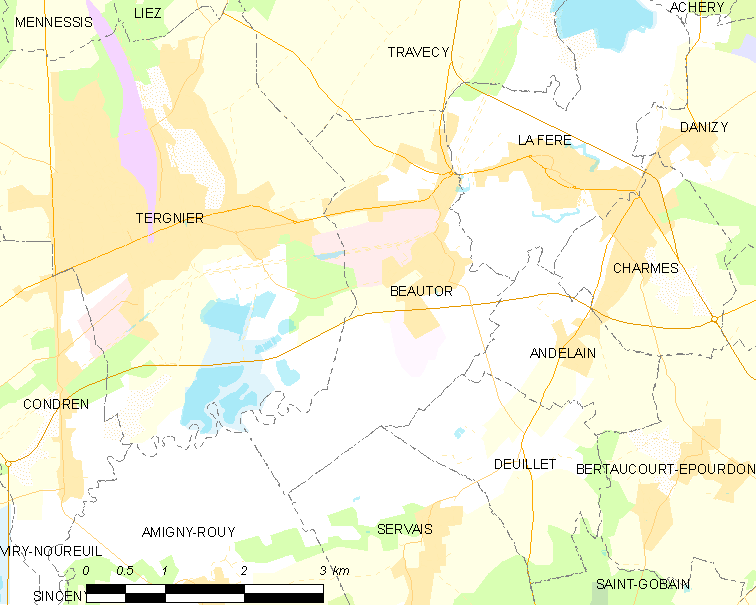
博托尔的OSM定位图

博托尔的时区为UTC+01:00、UTC+02:00（夏令时）。

## 行政
博托尔的邮政编码为02800，INSEE市镇编码为02059。

## 政治
博托尔所属的省级选区为泰爾尼耶縣。

## 人口

1962-2008年间博托尔人口变化图示

博托尔于2022年1月1日时的人口数量为2625人。